# 蒙特羅斯 (內布拉斯加州)
蒙特羅斯（英語：Montrose）是位於美國內布拉斯加州蘇縣的非建制地區。

## 歷史
蒙特羅斯的郵局於1887年設立，1894年關閉後又於1896年重啟，其後於1948年停運。

## 地理
蒙特羅斯所處的海拔為高於海平面1116米（即3662英呎），而該地所採用的時區為UTC-7，即北美山地時區（MST）。同時該地設有夏令時間，為UTC-7調快一小時，即UTC-6（MDT）。